# East Side (Manhattan)
L'East Side de Manhattan désigne le côté de Manhattan qui jouxte l'East River et fait face à Brooklyn et au Queens. La Cinquième Avenue, Central Park de la 59e rue à la 110e rue et Broadway en dessous de la 8e rue le séparent du West Side (en).
Les principaux quartiers de l'East Side comprennent (du nord au sud) East Harlem, Yorkville, l'Upper East Side, Turtle Bay, Murray Hill, Kips Bay, Gramercy, East Village et le Lower East Side. Les principales voies rapides nord-sud desservant l'East Side sont les Franklin D. Roosevelt East River Drive et Harlem River Drive (en), qui sont séparées de la rive est de l'île sur la majeure partie de leur longueur par le Manhattan Waterfront Greenway (en). L'East Side est desservi par le métro IRT East Side Line et par de nombreuses lignes de bus.